# Diccionari terminològic
Un diccionari terminològic és un recull de termes relatius al llenguatge d'especialitat d'un camp concret d'una llengua. A diferència d'un diccionari general, el diccionari terminològic segueix criteris de variació lingüística. Aquest tipus de diccionari recull la terminologia específica d'un sol àmbit de coneixement i, en general d'una època concreta, per tant solen ser sincrònics. Els diccionaris terminològics no recullen totes les paraules i unitats lèxiques de la llengua, sinó que ho fa només amb les unitats terminològiques que siguin pertinents i necessàries en el camp de coneixement de què s'ocupa. La unitat terminològica fa referència a la unitat lèxica d'un àmbit d'especialitat.
Aquest tipus de diccionaris tenen una voluntat d'estandardització i són prescriptius en tant que proposen una determinada denominació com a forma més adequada per a una llengua. El diccionari terminològic es configura en una llengua principal per a l'ordenació, les definicions, les notes, etc., però acostuma a ser plurilingüe en les denominacions, de manera que adjunta les traduccions de les unitats terminològiques en altres llengües.

## Estructura
L'estructura més comuna del diccionari terminològic editat en paper és: introducció, arbre de camp, taula d'abreviacions, cos del diccionari, índexs i bibliografia, per bé que alguns diccionaris varien aquesta distribució incloent altres apartats.
Introducció
Les principals funcions de la introducció són presentar l'àmbit temàtic del diccionari, informar l'usuari del contingut i explicar la metodologia i els corpus utilitzats.
Arbre de camp
L'arbre de camp és una representació esquemàtica de les diferents àrees que s'han tingut en compte a l'hora de confeccionar el diccionari. Les àrees temàtiques de l'arbre de camp s'utilitzen per classificar les entrades del diccionari i fer-ne una classificació sistemàtica.
Taula d'abreviacions
La taula d'abreviacions és la relació de les abreviacions i codis utilitzats repetidament en el diccionari.
Cos del diccionari (articles lexicogràfics)
El cos del diccionari és la part principal del diccionari i és el recull ordenat dels articles. L'article lexicogràfic és el conjunt d'una entrada i la seva informació, però en el diccionari terminològic conté només una accepció: si hi ha més d'una accepció per a una mateixa unitat terminològica, es fa en entrades diferents. L'article pot incloure la definició, que ha de ser tècnica i breu, la categoria lèxica, informació fonètica, l'àrea temàtica i altres informacions i notes. Alguns diccionaris inclouen una ordenació sistemàtica mitjançant un arbre de camp que classifica els termes en les diverses branques de coneixement de la matèria que tracten. En el diccionari terminològic, l'article també pot anomenar-se fitxa.
Exemple de fitxa del Diccionari terminològic de cartografia:
1217 mapa fantàstic m
es mapa fantástico
fr carte imaginaire
it carta fantastica
en fantasy map
de Phantasiekarte
Conceptes generals. Mapa que representa territoris, objectes o fenòmens inexistents o que no es troben localitzats en la forma i les característiques en les quals s'expressen.
Nota: són exemples de mapes fantàstics el mapa de la Terra Mitjana de l'obra El senyor dels Anells, de J. R. R. Tolkien, o el mapa de L'illa del tresor, de R. L. Stevenson.
Índexs
Els índexs ordenen la informació continguda en el cos del diccionari. Poden ser índexs alfabètics en la llengua principal del diccionari o en les altres llengües que s'hagin inclòs en els articles, índex d'il·lustracions o temàtics.
Bibliografia
La bibliografia és la relació ordenada de les obres que s'han consultat per a l'elaboració del diccionari.

## Tipus de diccionaris terminològics
Les entrades dels diccionaris terminològics solen estar ordenades alfabèticament i afegir una ordenació sistemàtica amb l'arbre de camp, tot i que també poden estar ordenats ideològicament seguint les característiques del diccionari ideològic. Si el diccionari inclou una definició escrita, es tracta d'un diccionari textual, però també hi ha diccionaris visuals, que fan el recull d'unitats terminològiques a partir d'imatges, fotografies, esquemes o dibuixos.
Es pot trobar un gran nombre de diccionaris terminològics: diccionari de veterinària i ramaderia, diccionari de botànica, diccionari d'esports de muntanya, diccionari de la neu, diccionari policial, diccionari de telecomunicacions, diccionari visual de la construcció, entre molts d'altres publicats en paper.
El TERMCAT posa a disposició dels usuaris diccionaris terminològics en línia i descarregables en diferents formats. Per exemple, diccionaris de la indústria i la tecnologia, ciències de la salut, ciències humanes, ciències jurídiques i econòmiques i d'esports.